# قائمة الأفلام المصرية سنة 1998
هذه قائمة بالأفلام المصرية لسنة 1998 مرتبة أبجديا، اشترك منها فيلمان في مهرجان القاهرة السينمائي الدولي، فلم اختفاء جعفر المصري، وفلم كونشورتو درب سعادة. وحصل فيلم هيستيريا على جائزة أولى في المهرجان القومي للسينما المصرية الدورة الثالثة و العشرون،

## 1998
- صعيدي في الجامعة الأمريكية (فيلم)
- اختفاء جعفر المصري: اشترك في مهرجان القاهرة السينمائي الدولي.[1]
- هيستيريا: فاز بجائزة أولى في المهرجان القومي للسينما المصرية ضمن مسابقة الأفلام الروائية الطويلة.
- أبو خطوة
- امبراطورية الشر
- أضحك الصورة تطلع حلوة
- أرض أرض
- الأنثى والدبور
- البطل
- بيتزا بيتزا
- جبر الخواطر
- دانتيلا
- رسالة إلى الوالي
- ساعة الانتقام
- القتل اللذيذ
- مبروك وبلبل
- مجرم مع مرتبة الشرف
- هارمونيكا: فاز بجائزة ثالثة في مسابقة الأفلام الروائية الطويلة ضمن المهرجان القومي للسينما المصرية.[3]